# Jue

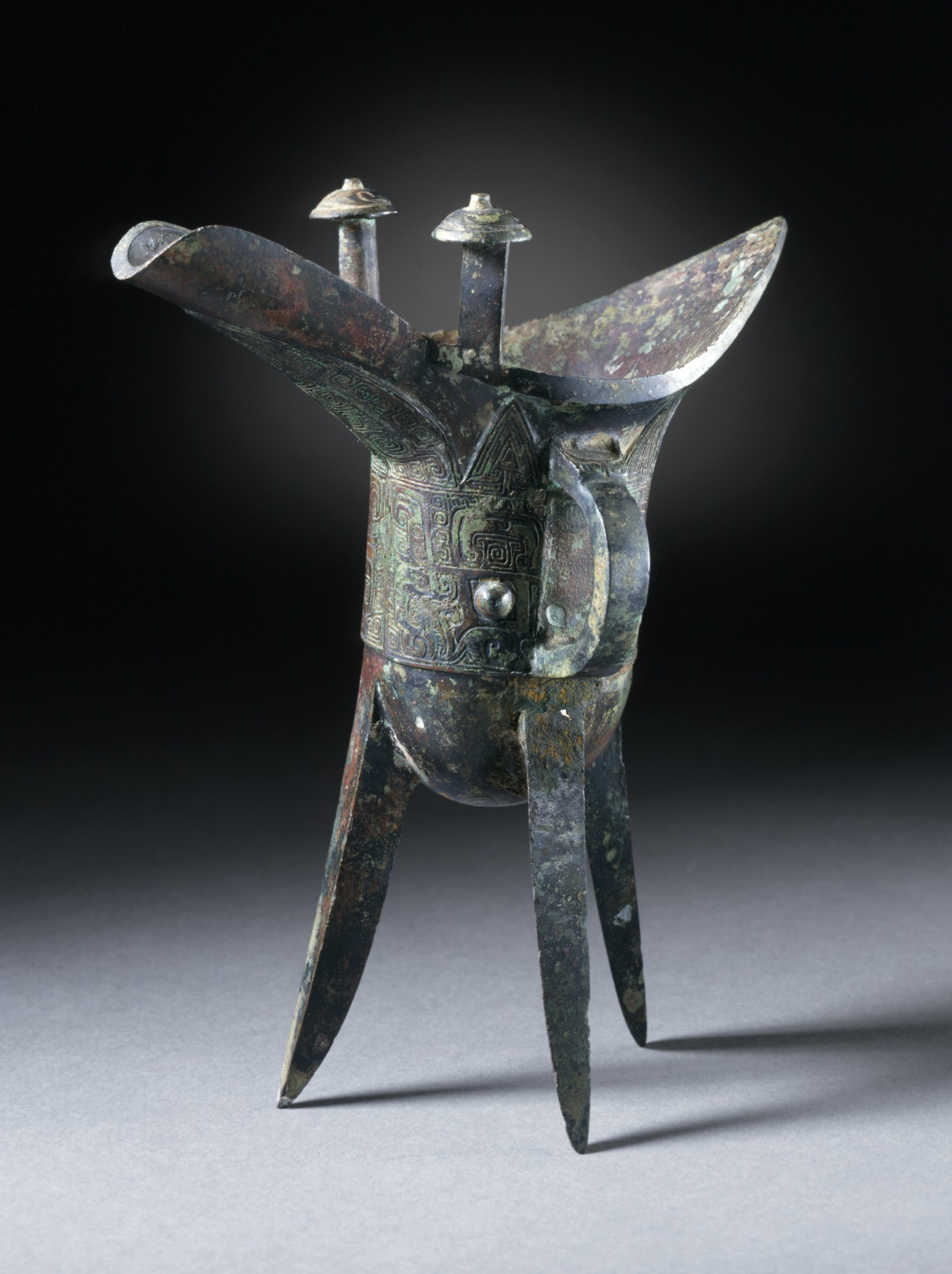
Vasija jue, China, dinastía Shang, bronce, Honolulu Museum of Art.

Un jue o jué (en chino, 爵; pinyin, jué; Wade-Giles, chüeh2) es un bronce ritual en forma de trípode que sirve como vasija o copa para servir o calentar el vino de grano (mijo) implicado en el ritual li. Aunque también puede ser de cerámica, lo usual es que sean de bronce, por considerarse un símbolo de prestigio.
Fue utilizado con fines ceremoniales por los chinos desde el final de la cultura de Erlitou, en la dinastía Xia y su uso se hizo popular durante la dinastía Shang y la dinastía Zhou. Los jués antiguos en general, se han descubierto en las tumbas, probablemente enterrados después de haber servido durante los rituales funerarios por contener ofrendas para los muertos.
Frecuentemente, el jué tenía un asa, a veces en forma de dragón y una embocadura larga que le permitía verter más fácilmente el contenido, y a veces estaba acompañada por otra más corta. También tenía dos protuberancias en la parte superior del vaso, a veces en forma de seta, que probablemente se utilizarían para levantarlo después de retirarlo del fuego.
Los modelos más antiguos no presentaban ningún tipo de decoración externa, pero poco a poco fueron apareciendo decoraciones, cada vez más elaboradas, hasta llegar a asumir el aspecto de un taotie.
El jué sirvió como modelo para otras formas de vasijas trípodes desarrolladas posteriormente como el jia.

## Galería de jués

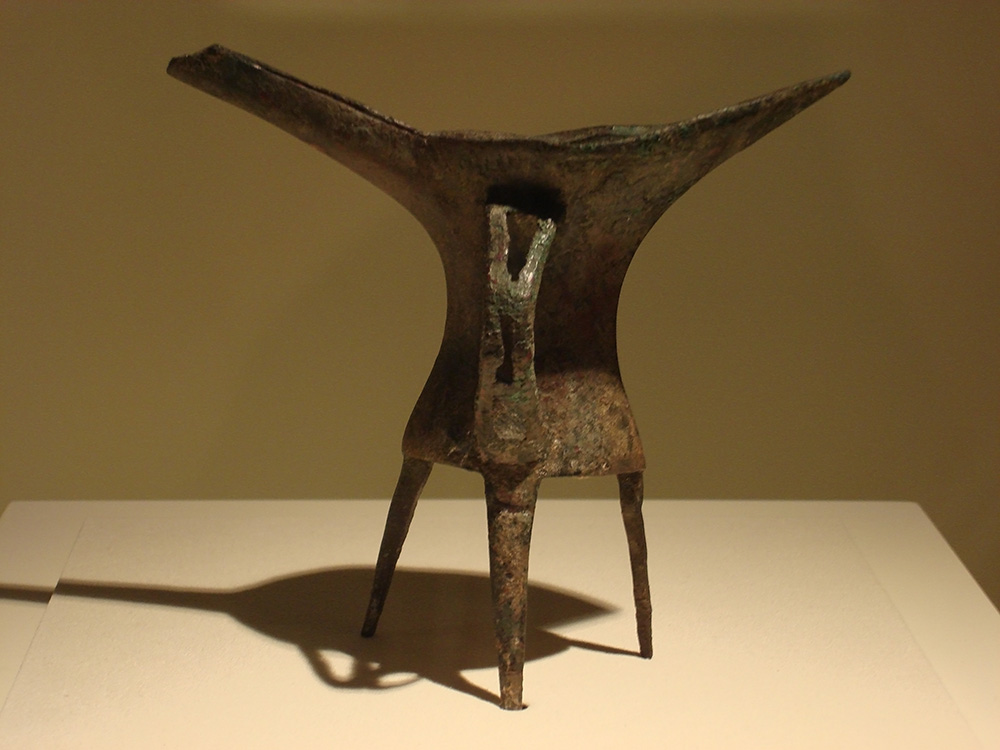
Jue descubierto en Yanshi, provincia de Henan, 1984.
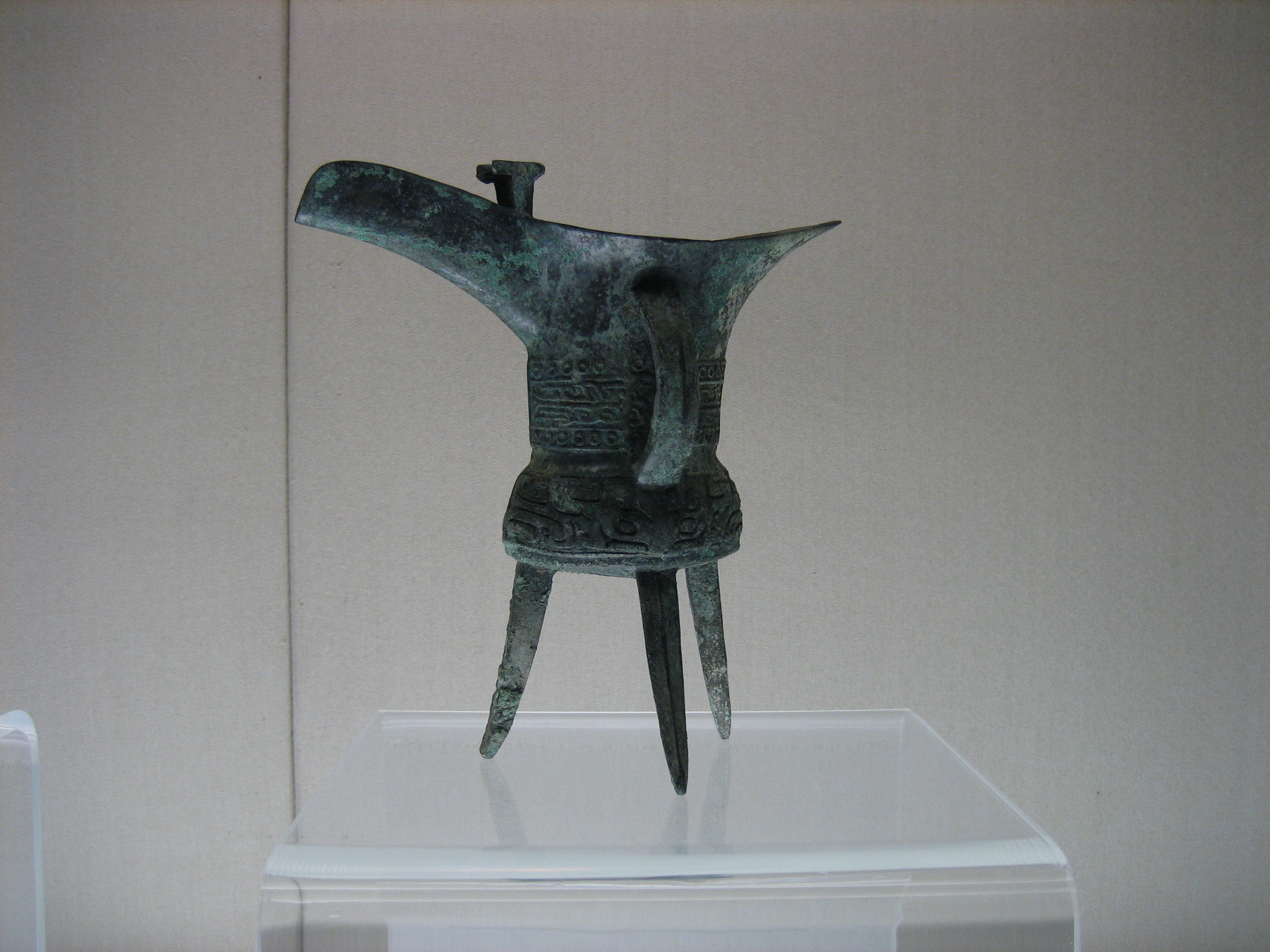
Jue con máscara animal. Museo de Shanghái.
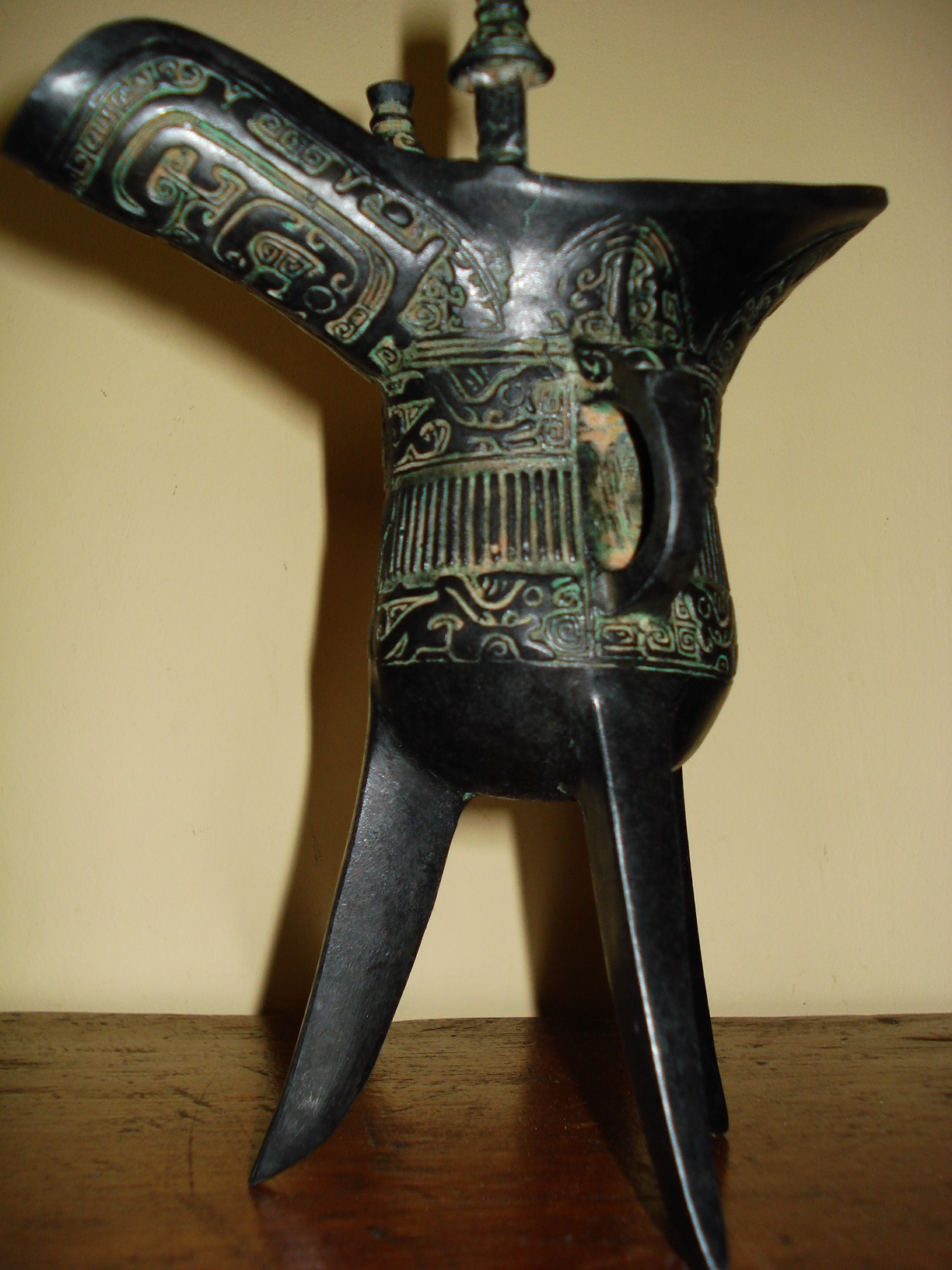
Reproducción de un jue de la dinastía Zhao.
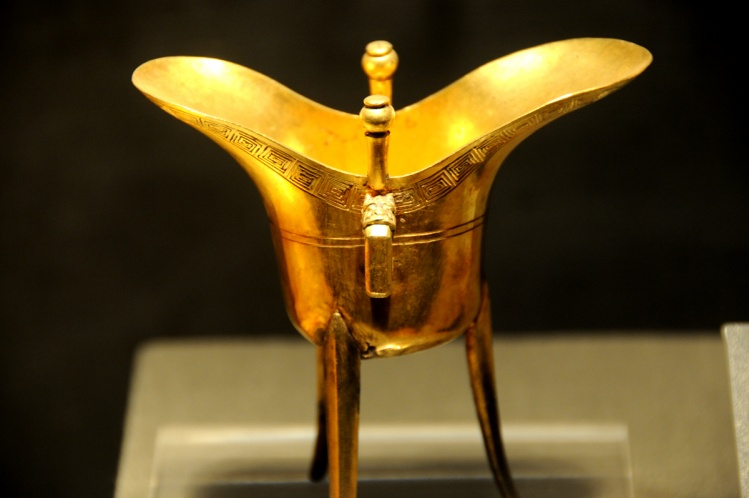
Jue dorado de la dinastía Ming encontrado en  Chung-hsiang, en la tumba del príncipe Chuang de Liang (梁莊王, 1411-1441).